# Suruís-aiqueuaras
Os suruís-aiqueuaras ou Aikewara, também conhecidos como Aikewa, suruís do Pará, Suruís ou Sororós são um grupo indígena que habita a região sudeste do estado brasileiro do Pará, mais precisamente na Terra Indígena Sororó, situada  às margens da BR-153, nos municípios de Marabá, São Domingos, Brejo Grande e São Geraldo do Araguaia.
Os aiqueuaras falam uma língua pertencente ao tronco tupi, da família linguística tupi-guarani. Os primeiros contatos ocorreram a partir de 1960 pelo então Serviço de Proteção ao Índio (SPI). Habitam a Terra Indígena Sororó, demarcada e homologada. Embora com as terras reduzidas, sobrevivem da caça, com uma pequena criação de peixes e frangos. Muitas de suas tradições estão mantidas.
Na década de 1970, aliciados pelo Exército, quatro guerreiros aiqueuaras serviram de guias e batedores no combate aos guerrilheiros do Araguaia, com a promessa de ampliação de seu território, até hoje não cumprida.
Os aiqueuaras estão em ascensão cultural, recuperando grande parte de suas tradições, graças aos incentivos da participação em eventos culturais e ao Projeto Esporte Solidário do Ministério do Esporte. Em 2005, quando participou pela terceira vez dos Jogos dos Povos Indígenas, registrava uma população de 210 indígenas. Em 2010, já eram 330 indivíduos.